# John Yarmuth

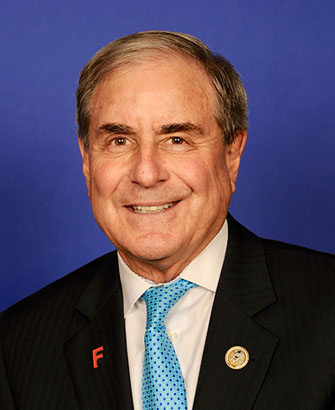
John Yarmuth (2018)

John Allan Yarmuth (* 4. November 1947 in Louisville, Jefferson County, Kentucky) ist ein US-amerikanischer Politiker der Demokratischen Partei. Seit Januar 2007 vertritt er den dritten Distrikt des Bundesstaats Kentucky im US-Repräsentantenhaus.

## Werdegang
John Yarmuth besuchte bis 1965 die J. M. Atherton High School. Danach studierte er bis 1969 an der Yale University. Daran schloss sich bis 1972 ein Jurastudium an der Georgetown University in Washington, D.C. an. In den Jahren 1971 bis 1975 gehörte Yarmuth zum Stab des US-Senators Marlow Cook. In der Folge war er journalistisch tätig. Dabei war er sowohl Zeitungsherausgeber als auch Fernsehjournalist. Außerdem arbeitete er im Bereich der Öffentlichkeitsarbeit für die University of Louisville.
Privat lebt er in Louisville. Mit seiner Frau Cathy hat John Yarmuth einen erwachsenen Sohn.

## Politik
Politisch schloss sich Yarmuth zunächst der Republikanischen Partei an. Im Jahr 1985 wechselte er dann zur Demokratischen Partei. Bei den  Kongresswahlen des Jahres 2006 wurde er im dritten Kongresswahlbezirk von Kentucky in das US-Repräsentantenhaus in Washington, D.C. gewählt, wo er am 3. Januar 2007 die Nachfolge der Republikanerin Anne Northup antrat, die er bei der Wahl geschlagen hatte. Nach bisher sieben Wiederwahlen zwischen 2008 und einschließlich 2020 kann er sein Amt bis heute ausüben. Zuletzt besiegte er die Republikanerin Rhonda Palazzo mit über 62 % der Stimmen. Seine aktuelle Legislaturperiode im Repräsentantenhaus des 117. Kongresses läuft noch bis zum 3. Januar 2023.
John Yarmuth kündigte im Oktober 2021 an, nach insgesamt 15 Jahren im Kongress, nicht für eine weitere Wiederwahl kandidieren zu wollen. Er begründete dies unter anderem mit seinem Alter, er wird am Ende seiner aktuellen Amtszeit 75 Jahre alt sein, und mit der Tatsache, mehr Zeit mit seinen Enkeln verbringen zu wollen. Er wird dadurch am 3. Januar 2023 aus dem Repräsentantenhaus der Vereinigten Staaten ausscheiden. Der Staatssenator Morgan McGarvey  wurde sein Nachfolger für die Demokraten im 3. Wahlbezirk.

## Ausschüsse
Yarmuth ist zuletzt Mitglied in folgendem Ausschuss des Repräsentantenhauses:
- Committee on the Budget (Vorsitz)

In früheren Legislaturperioden war er Mitglied im Committee on Ways and Means und in zwei von dessen Unterausschüssen. Später saß er im Ethikausschuss und im Committee on Oversight and Government Reform sowie in zwei Unterausschüssen.